# ساکرامنتو لندینگ (کالیفرنیا)
ساکرامنتو لندینگ (به انگلیسی: Sacramento Landing) یک منطقهٔ مسکونی در ایالات متحده آمریکا است که در شهرستان مارین، کالیفرنیا واقع شده‌است. ساکرامنتو لندینگ ۷ متر بالاتر از سطح دریا واقع شده‌است.